# Lorenzo Tehau
Lorenzo Tehau (Faa'a, 10 aprile 1989) è un calciatore francese nato a Tahiti, centrocampista del Tefana.

## Vita privata
È gemello di Alvin Tehau, fratello di Jonathan Tehau e cugino di Teaonui Tehau, tutti calciatori della nazionale tahitiana.

## Carriera

### Club
Fin dalle giovanili gioca nel Tefana, con cui nella stagione 2012-2013 ha segnato 3 reti nel campionato tahitiano.

### Nazionale
Esordisce in nazionale nel 2010. Il 1º giugno 2012 segna quattro gol nella gara della Coppa d'Oceania 2012 contro le Samoa, di cui tre in tre minuti consecutivi.
Il 20 giugno 2013 fa il suo esordio nella Confederations Cup, subentrando dalla panchina nella partita persa per 10-0 contro la Spagna, valida per la seconda giornata della fase a gironi. Il successivo 23 giugno fa il suo esordio da titolare nella competizione, contro l'Uruguay.

## Palmarès

### Club
- Tahiti Division Fédérale: 2

2010, 2011
- Tahiti Cup: 2

2010, 2011

### Nazionale
- Coppa d'Oceania: 1

2012